# 파라가시나무쥐
파라가시나무쥐 또는 수리남가시나무쥐(Mesomys stimulax)는 가시쥐과에 속하는 남아메리카 설치류이다. 브라질 토착종으로 아마존 삼각주 북동부와 남부 지역에서 발견된다.